# Климаш
Климаш (болг. Климаш) — село в Болгарии. Находится в Бургасской области, входит в общину Сунгурларе. Население составляет 342 человека.

## Политическая ситуация
В местном кметстве Климаш, в состав которого входит Климаш, должность кмета (старосты) исполняет Аптраман Исмаил Иляз (Движение за права и свободы (ДПС)) по результатам выборов правления кметства.
Кмет (мэр) общины Сунгурларе — Георги Стефанов Кенов (Движение за права и свободы (ДПС)) по результатам выборов в правление общины.